# Карстен, Герман
Густав Карл Вильгельм Герман Карстен (нем. Gustav Karl Wilhelm Hermann Karsten или нем. Hermann Karsten; 6 ноября 1817, Штральзунд, провинция Померания — 10 июля 1908, Сопот, Поморское воеводство) — немецкий биолог, ботаник, миколог, натуралист (естествоиспытатель), геолог, профессор.

## Биография
Густав Карл Вильгельм Герман Карстен родился в городе Штральзунд 6 ноября 1817 года. Карстен изучал естественные науки в Ростоке и Берлине и объезжал с 1843 по 1847 год и ещё раз с 1848 по 1856 год Южную Америку, где он был, в частности, в Венесуэле, Республике Новая Гранада, Эквадоре и Колумбии. Затем с 1856 по 1868 год Густав Карл Вильгельм Герман занимал должность профессора Института сельскохозяйственных исследований в Берлине; с 1868 по 1872 год был профессором физиологии растений в Венском университете в Вене, где он основал лабораторию. Карстен внёс значительный вклад в ботанику, описав множество видов растений. Густав Карл Вильгельм Герман Карстен умер в городе Сопот 10 июля 1908 года.

## Научная деятельность
Густав Карл Вильгельм Герман Карстен специализировался на папоротниковидных, водорослях, семенных растениях и на микологии.

## Избранные научные работы
- Florae Columbiae ..., 1859—1869.
- Chemismus der Pflanzenzelle, 1869.
- Deutsche Flora. Pharmaceutisch-medicinische Botanik, 1880—1883; 2. Auflage 1894—1895.